# Candelariaceae
Candelariaceae is een botanische naam voor een familie van korstmossen behorend tot de orde Lecanorales. Het typegeslacht is Candelaria.

## Geslachten
Deze familie omvat de volgende zeven geslachten:
1. Candelaria
2. Candelariella
3. Candelina
4. Candelinella
5. Opeltiella
6. Placomaronea
7. Protocandelariella